# Socrates Chrestus
Socrates Chrestus av Bithynien, död 88 f. Kr., var regerande kung av Bithynien mellan 90 f. Kr. - 88 f. Kr.